# Clayton (New Mexico)
Clayton ist eine Stadt im Union County im US-Bundesstaat New Mexico in den Vereinigten Staaten mit 2524 Einwohnern (Stand: 2000). Clayton ist Sitz der Countyverwaltung (County Seat) des Union County.

## Geographie
Die Stadt liegt im Osten des Countys in der nordöstlichsten Ecke von New Mexico, ist im Osten 3 km von Texas, im Nordosten 4 km von Oklahoma entfernt und hat eine Gesamtfläche von 12,2 km² ohne nennenswerte Wasserfläche.

## Demographie
Nach der Volkszählung im Jahr 2000 lebten hier 2524 Menschen in 1079 Haushalten und 691 Familien. Die Bevölkerungsdichte betrug 206,8 Einwohner pro km². Ethnisch betrachtet setzte sich die Bevölkerung zusammen aus 75,36 % weißer Bevölkerung, 1,07 % amerikanischen Ureinwohnern, 0,16 % Asiaten, 0,20 % Bewohnern aus dem pazifischen Inselraum.
Von den 1079 Haushalten hatten 30,50 % Kinder und Jugendliche unter 18 Jahre, die bei ihnen lebten. 47,60 % waren verheiratete, zusammenlebende Paare, 11,70 % waren allein erziehende Mütter und 35,90 % waren keine Familien, 33,70 % bestanden aus Singlehaushalten und in 18,20 % lebten Menschen im Alter von 65 Jahren oder darüber. Die Durchschnittshaushaltsgröße betrug 2,32 und die durchschnittliche Familiengröße lag bei 2,99 Personen.
Auf den gesamten Ort bezogen setzte sich die Bevölkerung zusammen aus 27,70 % Einwohnern unter 18 Jahren, 6,30 % zwischen 18 und 24 Jahren, 23,80 % zwischen 25 und 44 Jahren, 23,60 % zwischen 45 und 64 Jahren und 18,70 % waren 65 Jahre alt oder darüber. Das Durchschnittsalter betrug 40 Jahre. Auf 100 weibliche Personen kamen 95,7 männliche Personen. Auf 100 Frauen im Alter von 18 Jahren oder darüber kamen statistisch 92,4 Männer.
Das jährliche Durchschnittseinkommen eines Haushalts betrug 25.600 USD, das Durchschnittseinkommen der Familien betrug 30.109 USD. Männer hatten ein Durchschnittseinkommen von 26.554 USD, Frauen 17.054 USD. Das Prokopfeinkommen betrug 13.967 USD. 14,20 % der Familien und 17,90 % der Bevölkerung lebten unterhalb der Armutsgrenze.

## Persönlichkeiten
- Edward L. Tixier (1929–1999), Generalleutnant der United States Air Force